# Charles Pomerol
Charles Pomerol, né à Saint-Maur-des-Fossés le 20 janvier 1920 et mort à Creil le 6 février 2008, est un géologue français. 

## Biographie
Charles Pomerol est un ancien élève de l'École normale d'instituteurs de Versailles (1936-1939) puis professeur agrégé de sciences naturelles au Prytanée militaire de La Flèche, docteur en géologie à Paris et professeur émérite à l'Université de Paris VI,.
Il a été également président de la Société géologique de France.